# Narberth, Pennsylvania
Narberth, Pennsylvania (енгл. Narberth) град је у америчкој савезној држави Пенсилванија.

## Демографија
По попису из 2010. године број становника је 4.282, што је 49 (1,2%) становника више него 2000. године.
| Група             | 2000.         | 2010.         |
| Белци             | 3.987 (94,2%) | 3.791 (88,5%) |
| Афроамериканци    | 50 (1,2%)     | 83 (1,9%)     |
| Азијати           | 96 (2,3%)     | 190 (4,4%)    |
| Хиспаноамериканци | 59 (1,4%)     | 101 (2,4%)    |
| Укупно            | 4.233         | 4.282         |